# Сербская хоккейная лига
Сербская хоккейная лига (серб. Хокејашка лига Србије) — главная хоккейная лига Сербии, высший дивизион чемпионата Сербии по хоккею с шайбой, основанный в 2006 году после распада союза Сербии и Черногории.
Количество участников Сербской хоккейной лиги меняется из года в год. С 2006 года бессменным чемпионом Сербии является «Партизан» из Белграда, 8-кратный победитель первенства.

## Клубы-участники
| Клуб               | Город            | Арена                    | Вместимость      | Основан          |
| Основные команды   | Основные команды | Основные команды         | Основные команды | Основные команды |
| ------------------ | ---------------- | ------------------------ | ---------------- | ---------------- |
| Партизан           | Белград          | Ледовый дворец «Пионир»  | 2,000            | 1948             |
| Войводина          | Нови-Сад         | СПЕНС                    | 1,000            | 1957             |
| Црвена Звезда      | Белград          | Ледовый дворец «Пионир»  | 2,000            | 1946             |
| Спартак (Суботица) | Суботица         | Малая спортивная арена   | 4,000            | 1945             |
| Витез              | Белград          | Ледовый дворец «Пингвин» | 1,000            | 2001             |
| Молодёжные         |                  |                          |                  |                  |
| Таш                | Белград          | Ледовый дворец «Пионир»  | 2,000            | 1995             |
| Нови-Сад Старс     | Нови-Сад         | СПЕНС                    | 1,000            | 2002             |
| Беостар            | Нови-Белград     | Ледовый дворец «Пингвин» | 1,000            | 2002             |
| Бывшие             |                  |                          |                  |                  |
| Нови-Сад           | Нови-Сад         | СПЕНС                    | 1,000            | 1998             |